# 리사 에일바처
리사 에일바처(Lisa Eilbacher, 1956년 5월 5일 ~ )는 미국의 텔레비전 배우, 영화배우이다.
다란에서 태어났다.

## 방송
- 용감한 형제

## 영화
- 깨어진 약속 (1992년)
- 어둠 속의 살인 (1992년)
- 라이브 와이어 (1992년)
- 모자 실연 (1990년)
- 전사 (1990년)
- 형사 타격대 (1989년)
- 레비아탄 (1989년) - 브리짓 보먼 역
- 네버 세이 다이 (1988년)
- 죽음의 음모 (1988년)
- 어머니의 비밀 (1987년)
- 몬테 칼로 (1986년)
- 비버리 힐스 캅 (1984년)
- 전쟁의 폭풍 (1983년)
- 사관과 신사 (1982년) - 캐시 시거 역
- 디스 하우스 퍼제스트 (1981년)
- 달리는 사이먼 (1981년)
- 옳은 길 (1981년)
- 스파이더맨 (1981년)
- 달리는 욕망 (1978년)
- 용감한 형제 (1977년)
- 어메이징 스파이더맨 (1977년)
- 딜론 보안관 (1955년)